# Finnoviken

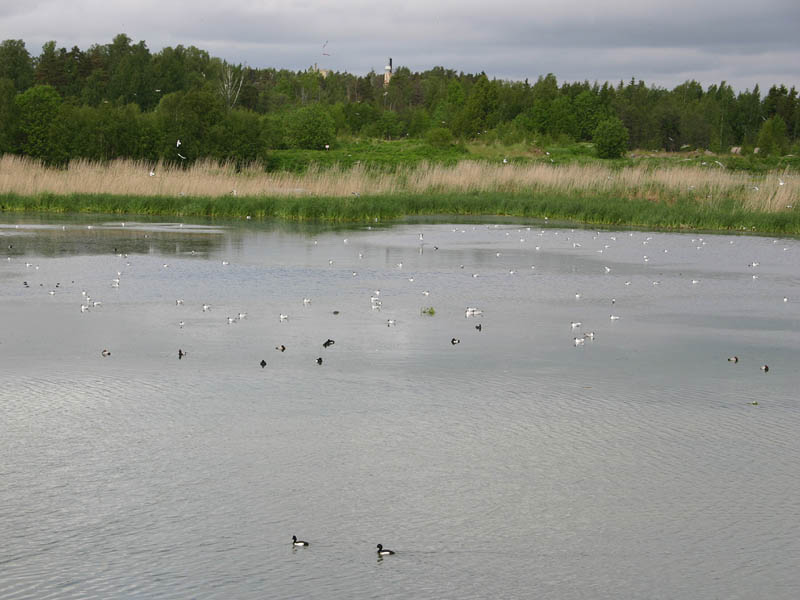
Skrattmåsar, viggar och brunänder vid det sydligaste fågeltornet. Foto från juni 2005.

Finnoviken (finska: Finnoonlahti eller Suomenojan lintualtaat) är en cirka 17 hektar stor sjö eller våtmark som ligger i Finno i södra Esbo. Området var tidigare en naturlig vik, men skiljdes från havet med vallar år 1963 för att bilda en sedimenteringsbassäng för Finno avloppsreningsverk. År 1972 upphörde användningen av bassängen för avloppsvattenfällning, varefter den fylldes med jord fram till 1980-talet. Avloppsreningsverket flyttades från Finno till Blombacken i etapper under 2022–2023, och verksamheten vid anläggningen i Finno lades ner. Nuförtiden är Finnoviken mycket igenvuxen och inte i kontakt med havet. 
Ett mångsidigt och rikt fågelliv häckar i våtmarken. Fågellivet i Finnoviken och dess närområden har övervakats genom undersökningar sedan 1960-talet. Enligt en undersökning från år 2000 var den vanligaste häckande arten den nationellt hotade skrattmåsen, med 850 par som häckade i dammen. Bland områdets specialiteter finns rörhöna (sju par), snatterand (tio par år 2005) och svarthakedopping (elva par). Finnoviken är ett av de viktigaste häckningsområdena i Finland för dessa arter. Enligt undersökningen häckade totalt 36 arter och 1079 fågelpar i området. 
På sommaren används våtmarken också av många andra sjöfåglar samt av ruggande sjöfåglar som häckar i närheten. Fågellivet är även rikt under vår och höst: våtmarken är en viktig rastplats för flyttande sjöfåglar och vadare. 
Våtmarken är låg, har lerbotten och är mycket näringsrik. Vegetationen är frodig: större delen av avrinningsområdet är täckt av tät bladvass och bredkaveldun. Den enda undervattensväxten i de öppna vattenområdena är den sällsynta vårtsärven, en art som först upptäcktes i Finland just i Finnoviken. Den anlände troligen med fåglar. Vårtsärven är mycket riklig i området och täcker en stor del av det öppna vattnet.
En naturstig löper runt våtmarken, längs vilken det finns två fågeltorn. På norra sidan av våtmarken finns ett vassområde som har bevarats i relativt naturligt tillstånd, och på den östra sidan finns en flodslätt som numera används som betesmark. De norra och östra sidorna av våtmarken omges av Finnobäcken, som skiljs från den av en vall. Området är ett av de populäraste fågelskådningsmålen i Helsingforsregionen.
Vid den södra sidan av våtmarken ligger Finno kraftverk, som använder fossilgas som bränsle. Förbränningen av kol upphörde den 28 april 2024. Kraftledningarna från kraftverket går över Finnoviken. 